# Acción Cultural Miguel de Cervantes
Acción Cultural Miguel de Cervantes es una asociación cultural sin ánimo de lucro, fundada en Barcelona y aprobada por el Ministerio del Interior el 1 de junio de 1983, cuya finalidad es la promoción y difusión de la cultura española. Acción Cultural Miguel de Cervantes no es una asociación política ni confesional, y por ello es independiente de partidos políticos, sindicatos y cualquier poder público.

## Historia
La asociación cultural Acción Cultural Miguel de Cervantes nació en 1983 con dos finalidades básicas: la difusión y defensa del Español y la de ofrecer a los socios y simpatizantes, la mejor oferta cultural y de calidad posible. Su fundación fue originada por la preocupación de un grupo de profesores e intelectuales catalanes, ante la ley de política lingüística de la Generalidad de Cataluña aprobada ese mismo año.
Desde su fundación la asociación cultural la han presidido: Jesús Asensio Alonso (1983-1987), Manuel de Guzmán Gómez-Lanzas (1987-1995), Antonio Tercero Moreno (1995-2001), José Miguel Velasco Polonio (2001-2006), Manuel Fernández Perandones (2006-2009), Juan José Gutiérrez Sumastre (2009-2012) y María Soledad Riquelme Pérez (2013-actualidad).
Los socios y simpatizantes de Acción Cultural Miguel de Cervantes fundaron otras asociaciones como Asociación por la Tolerancia o Profesores por el Bilingüismo. Asimismo ha sido asociación cofundadora de entidades como Convivencia Cívica Catalana o FADICE (Federación de Asociaciones por el Derecho al Idioma Común Español). En el Artículo 2 de los Estatutos de la Asociación se contempla como objetivo preferente el mantenimiento de vínculos con las Comunidades de Castilla-La Mancha y Castilla y León, mediante sus federaciones respectivas.

## Publicaciones
Desde finales de 1984 Acción Cultural Miguel de Cervantes publicó regularmente la revista cultural con el título de Cervantina y mensualmente una hoja informativa llamada Vínculos. En la actualidad publica mensualmente para los socios y colaboradores la revista «Vínculos» y dispone de correo en Gmail y página de Facebook que con regularidad informa de sus actividades.

## Premios Literarios
Acción Cultural Miguel de Cervantes convoca cada año el Certamen Literario Internacional Dulcinea. La primera edición, de 1988, contaba con la modalidad de poesía. En la actualidad se sigue celebrando el certamen DULCINEA anualmente y se premian dos modalidades: Ensayo/Cuento y otro de Poesía.

## Reconocimientos
Acción Cultural Miguel de Cervantes es miembro de la Asociación de Amigos de la Real Academia Española. Ésta le concedió a la asociación cultural el Premio Nieto López el 25 de junio de 1992 «por haberse distinguido en sus trabajos a favor y en defensa del Español». La propuesta del premio fue suscrita por los académicos Gregorio Salvador Caja, Rafael Lapesa y Julián Marías.